# Mrakodrap Pirelli
Mrakodrap Pirelli, též Pirelli Tower nebo Centro Pirelli (italsky: Grattacielo Pirelli či Pirellone) je kancelářská výšková budova v italském Miláně, jedním ze symbolů města.

## Historie
Budovu navrhli architekti Giò Ponti (1891–1979), Pier Luigi Nervi (1891–1979) a Arturo Danusso. Její výstavba byla zahájena v roce 1956 v době ekonomického rozmachu země. Objednala si ji nadnárodní korporace Pirelli (známý výrobce pneumatik), která tu chtěla umístit své ředitelství – v 19. století v této oblasti vznikla první továrna společnosti. Dokončena byla v roce 1958, ale slavnostní otevření proběhlo až 4. dubna 1960. Tehdy se Pirelli Tower stala nejvyšší budovou v Evropě, byla jí až do roku 1966, než ji o toto prvenství připravila stavba Tour du Midi v Belgii, vysoká až 171 metrů (148 m po střechu). V budově se pravidelně nacházelo kolem 2 000 lidí, z toho 1 200 zaměstnanců společnosti Pirelli.
V roce 1978 byla budova prodána regionální vládě Lombardie za 43 miliard lir (včetně tří nižších budov a přilehlé garáže), která od té doby budovu využila jako sídlo krajské správy. Všechny mobilní stěny a vinylové nátěry – z nichž některé byly speciálně vyrobeny společností Pirelli – byly odstraněny a nahrazeny mramorem a koberci se symbolem lombardského regionálního úřadu, kamunské růže. Obývalo ji místy až 1750 vládních pracovníků.
Dne 18. dubna 2002 do budovy narazilo malé letadlo (Rockwell Commander 112), na úrovni 24. až 26. podlaží. Následky byly fatální. O život přišli pilot a dvě ženy pracující v kanceláři, a dalších nejméně 30 lidí bylo zraněno. V místě nárazu došlo k vážnému poškození vnější struktury i interiéru budovy. Po důkladných opravách – s ohledem na původní architektonické vyznění – byla znovu otevřena v roce 2005. Obnovená byla např. speciálně navržená gumová podlaha v barvě „fantasticky žluté“. Takovou si tehdy sama navrhla společnost Pirelli, která kromě gumových pneumatik vyráběla i gumové krytiny. Architekt Giò Ponti se zasloužil o konkrétní odstín. Aby se předešlo dalším podobným nehodám byly na střechu nainstalovány stroboskopická signalizační světla. Na 26. patře se nachází památník se jmény dvou obětí.

## Popis
Vysoká je 127,1 metrů (architektonická výška), po střechu (pod úrovní „vznášejícího se víka“) 124,2 metrů a nejvyšší užívané podlaží se nachází ve výšce 118 metrů (kancelářské ve výšce 112,8 metrů). Má 32 (či 31) pater a dvě patra pod zemí. Pro přepravu je k dispozici asi 8 výtahů, výtahová šachta se nachází ve vyztuženém jádru budovy. Do nejvyššího patra se lze dostat i po schodech, kterých je celkem 710. Nejvyšší patro bývá občas zpřístupněno veřejnosti, odkud je pěkný výhled na město.
Návrhem tohoto mrakodrapu se nechala inspirovat řada inženýrů, např. autoři MetLife Building v New Yorku nebo National Mutual West Plaza v Aucklandu. Konstrukci tvoří dva velké trojboké pylony umístěné na obou koncích, obsahující technická zařízení a rozvody, a dále čtyři střední stěnové pilíře, mezi nimiž jsou uloženy žebrové stropy o rozpětí 24,07 m a tloušťce 0,76 m. Půdorys se skládá ze dvou zrcadlově obrácených mnohoúhelníkových (polygonálních) útvarů, kvůli kterým má budova tvar diamantu. Na délku má budova celkem 75,5 m, na šířku 20,5 m (též se uvádí 70,4 x 18,59 m). Centrální pilíře dosahují u paty šířky dvou metrů a směrem k horní části budovy se zužují až na konečných půl metru. Protože je budova poměrně úzká, využije mnohem více denního světla a není tak zapotřebí umělé osvětlení, bez kterého se neobejde řada jiných staveb. Na stavbu bylo spotřebováno odhadem až 30 000 kubíků betonu a budova dosahuje celkové hmotnosti 70 000 tun.

## Galerie

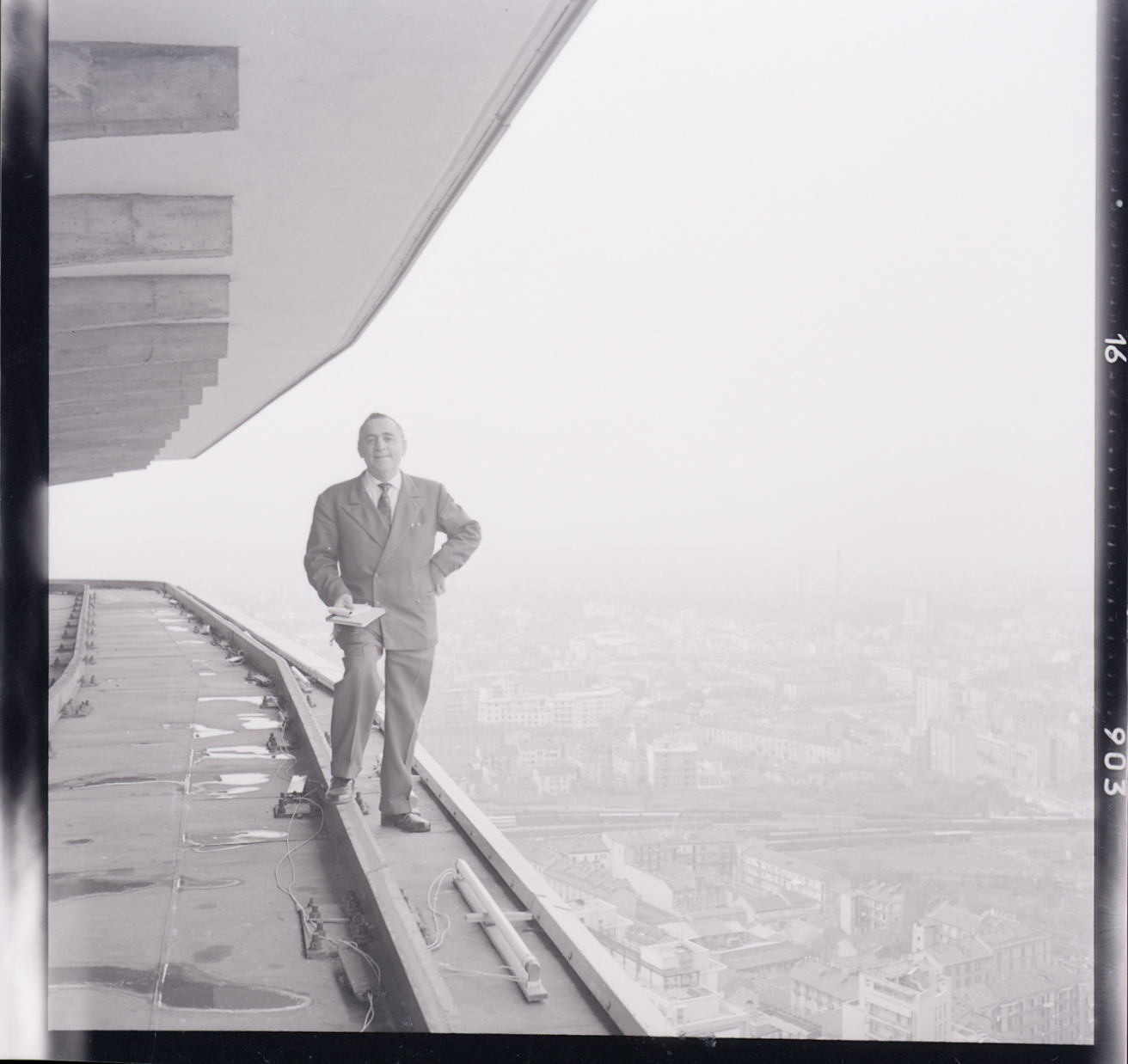
Muž pózující na okraji střechy (1965)
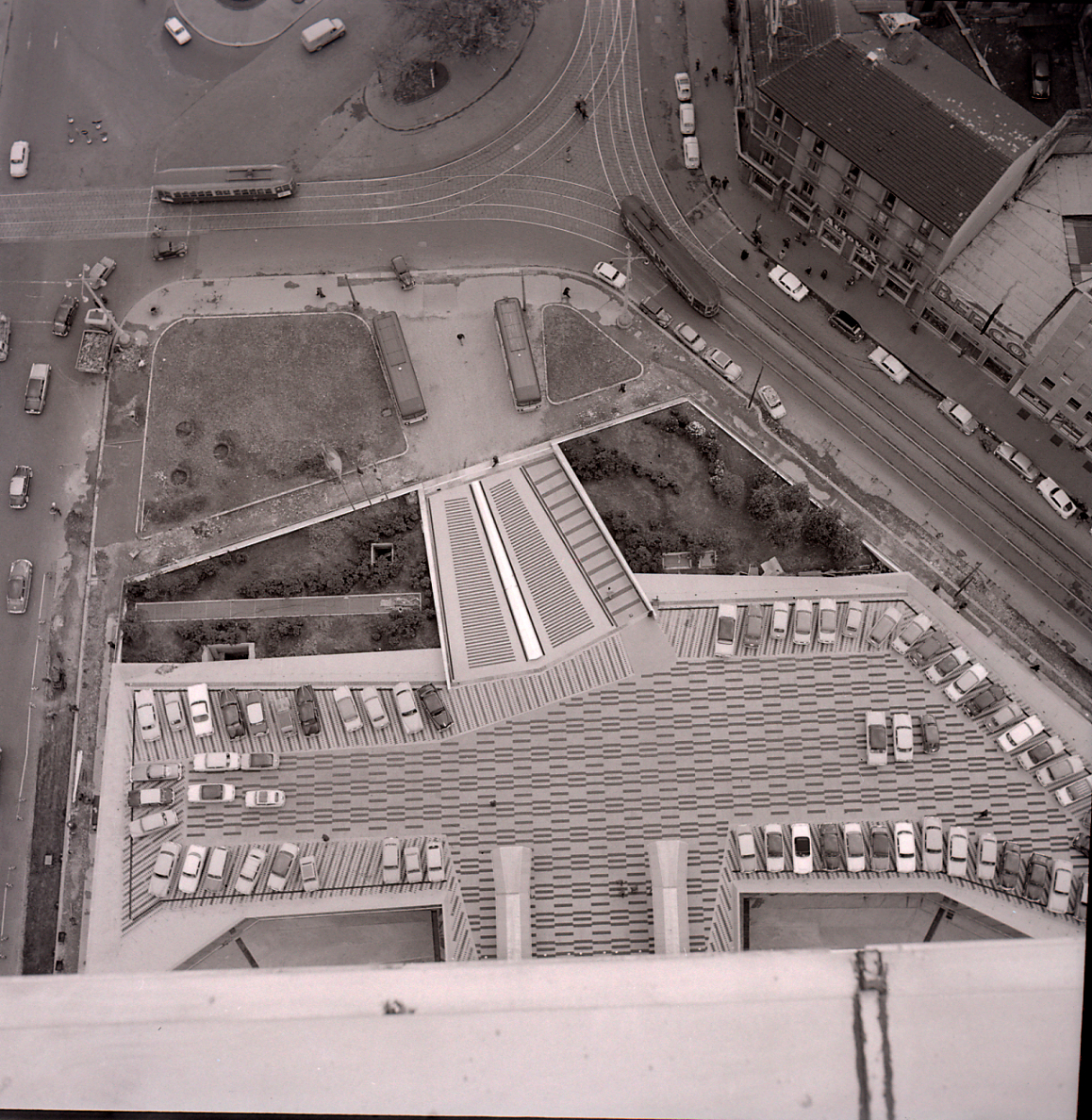
Pohled ze střechy na ulici (1965)
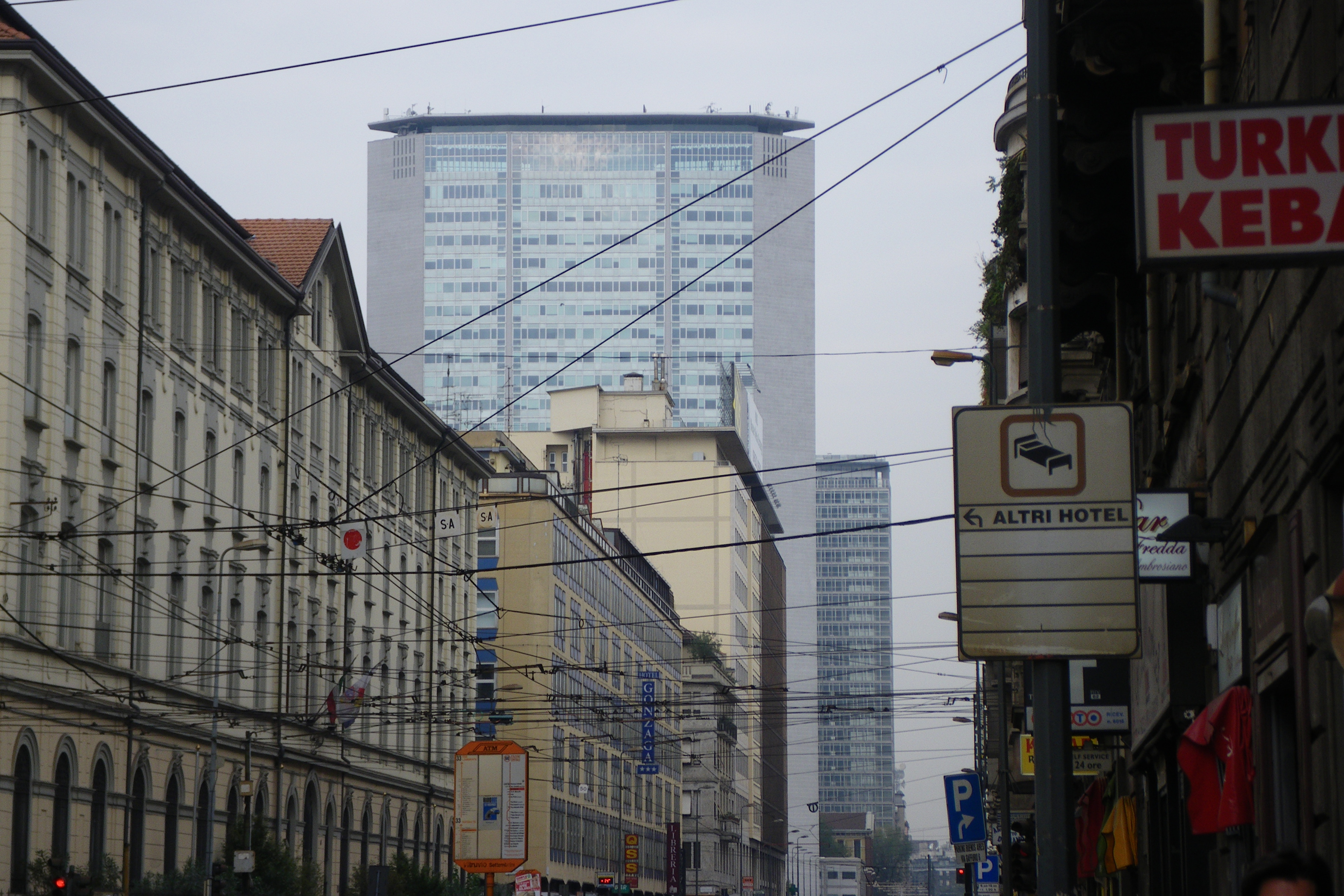
2009